# Pancor (Gayam)
Pancor is een bestuurslaag in het regentschap Sumenep van de provincie Oost-Java, Indonesië. Pancor telt 7286 inwoners (volkstelling 2010).